# Fort Dayton

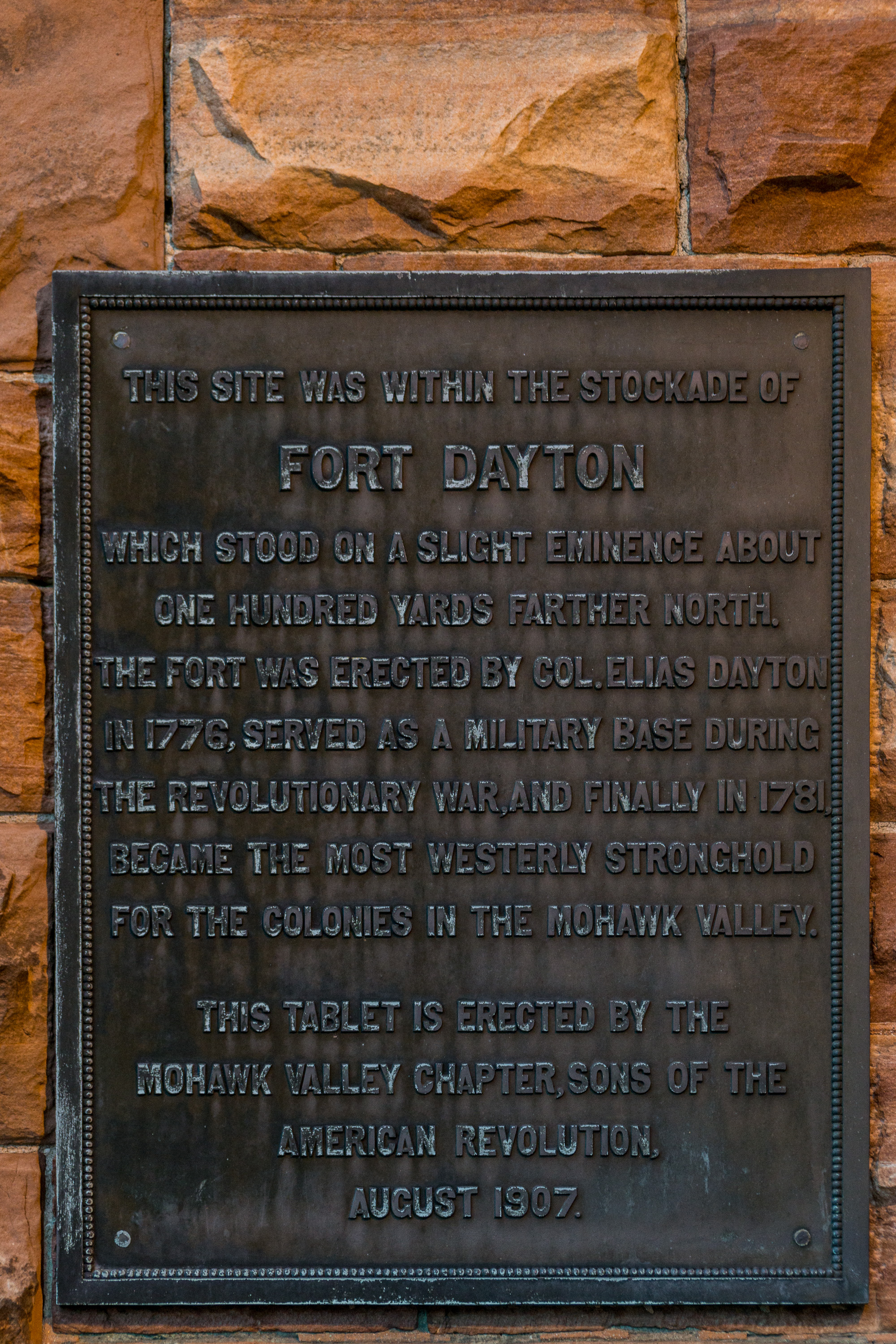
Cette plaque sur le bureau du trésorier du comté d'Herkimer, dans l'État de New York, fait référence au Fort Dayton. La plaque est située à l'intérieur de la palissade du fort.

Fort Dayton est un fort datant de la guerre d'indépendance des États-Unis situé sur la rive nord de la rivière Mohawk, à l'endroit actuel du village de Herkimer. Un fort avait auparavant été construit au même endroit pendant la guerre de la Conquête.
Il ne doit pas être confondu avec Fort Herkimer (en), qui était situé sur la rive sud de la rivière Mohawk.